# Freud (Familie)

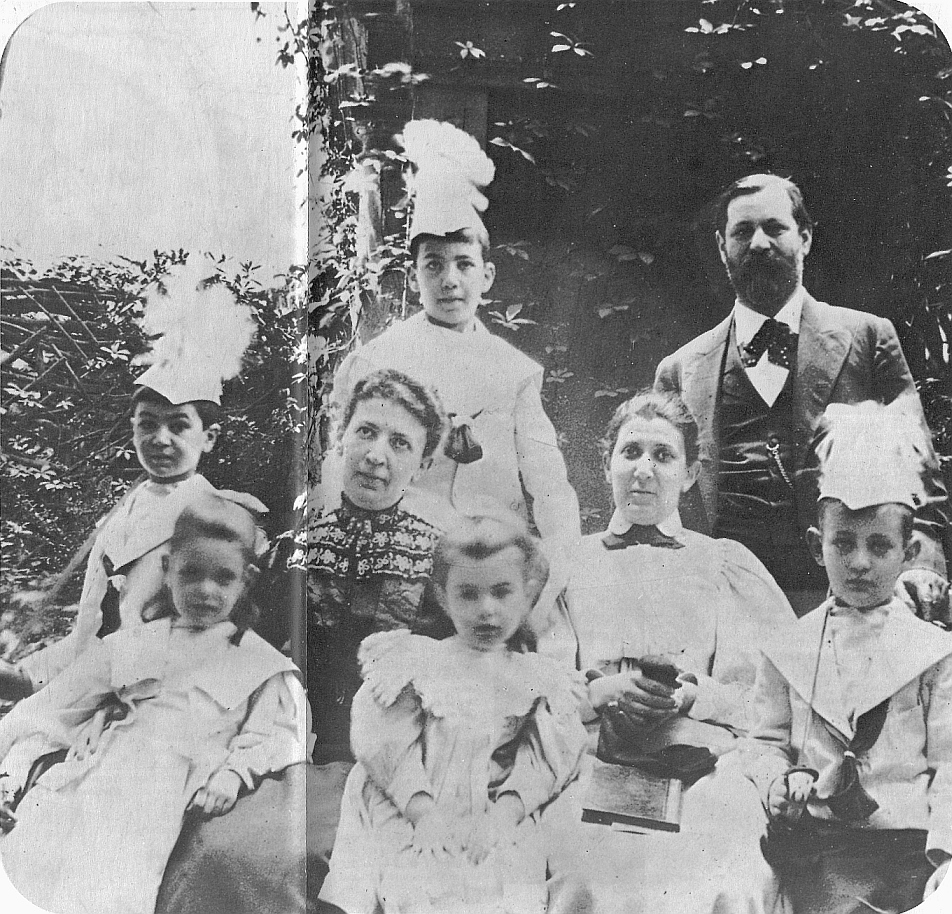
Familie Sigmund Freuds. Von links nach rechts: Oliver, Sophie, Martha, Jean-Martin, Anna, Minna (Schwester Marthas), Sigmund und Ernst Ludwig. Die älteste Tochter Mathilde fehlt.

Die Familie Freud brachte neben dem Psychoanalytiker Sigmund Freud viele weitere Persönlichkeiten hervor.

## Geschichte

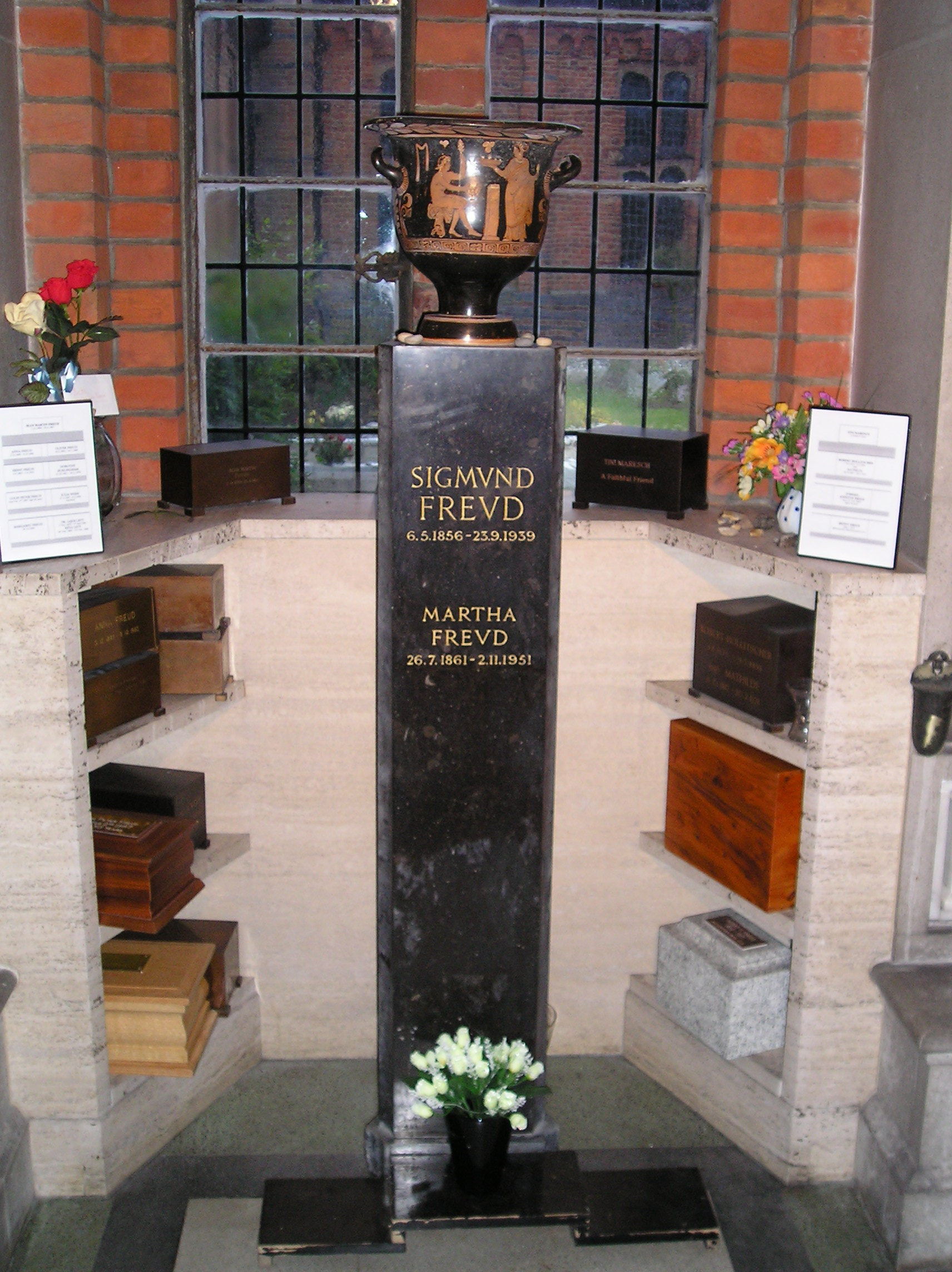
Sigmund Freud, seine Ehefrau sowie zahlreiche ihrer Nachkommen sind im Freud Corner des Golders Green Crematorium in London bestattet.

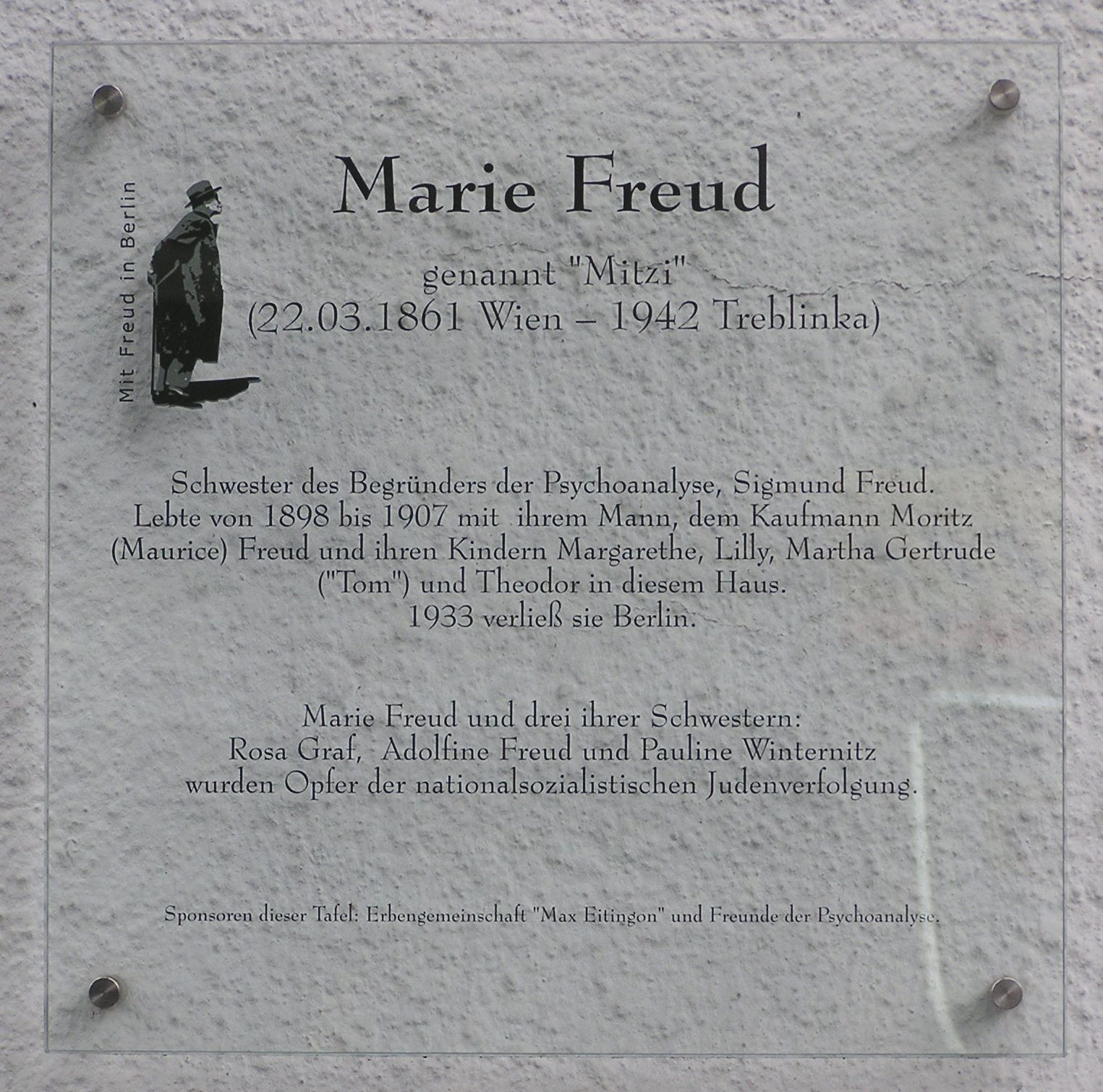
Gedenktafel für Marie Freud aus der Reihe Mit Freud in Berlin, Berlin-Schöneberg, enthüllt am 9. Januar 2005

Sigmund Freuds Vater Jacob Freud kam aus dem heutigen Tysmenyzja, Galizien, heute Ukraine, ins heutige Příbor, Tschechien, damals Kaisertum Österreich. Seine Mutter kam aus Brody und wuchs in Odessa auf. Jacob zog mit seinen Kindern später über Leipzig nach Wien. Sigmund war das älteste Kind aus der dritten Ehe seines Vaters. Er hatte zwei ältere Halbbrüder aus erster Ehe, die beide nach Manchester zogen. Sigmunds jüngster Halbneffe starb gar in Südafrika, kurz bevor die Linie ausstarb, da keine(r) der sechs Halbneffen oder -nichten Kinder bekommen hatte. Die Ehe seines Vaters mit dessen zweiter Ehefrau war kinderlos geblieben. Sigmund heiratete Martha Bernays, seine jüngere Schwester Marthas älteren Bruder Ely. Sie emigrierte 1892 in die USA. Ihr gemeinsamer Sohn, Edward L. Bernays, erlangte Berühmtheit als Pionier der Public Relations und hielt stetigen Kontakt zur gesamten Familie Freud. Er engagierte sich beispielsweise für die Einbürgerung von Harry Freud in die USA durch ein Empfehlungsschreiben. Die beiden Kinder von Regina Debora starben jung im Ersten Weltkrieg durch Suizid. Ihre Schwester Marie heiratete ihren Cousin. Deren Tochter Martha lebte öffentlich als Mann, bevor sie sich nach dem Selbstmord ihres Ehemannes selbst das Leben nahm. Ihr jüngerer Bruder ertrank. Pauline Regine emigrierte in die USA, zog dann aber zurück, bevor ihre Tochter abermals in die USA zog. Alexander Gotthold Ephraim starb in Kanada. Sigmund Freud emigrierte mit seiner Frau Martha und Tochter Anna nach dem Anschluss Österreichs nach London. Die zurückgebliebenen vier seiner fünf Schwestern, Regine Debora (Rosa), Marie (Mitzi), Esther Adolfine (Dolfi) und Pauline Regina (Paula), deren für den Herbst 1938 geplante Ausreise nach Frankreich scheiterte, wurden 1942/43 Opfer des Holocaust.

## Stammbaum
1. Jacob Freud (1815–1896), Wollhändler ⚭(I) Sally Kanner; ⚭(II) Rebecca[8]; ⚭(III) Amalia Nathansohn (1835–1930)
  1. (I) Emanuel Freud (1833–1914) ⚭ Marie Freud (1836–1923)
    1. John Freud (1856–vor 1919 verschollen)
    2. Pauline Freud (1859–1944)
    3. Bertha Freud (1866–1940)
    4. Soloman Freud (1870–1945)

  2. (I) Philipp Freud (1836–1911) ⚭ Bloomah Frankel (1845–1925)
    1. Pauline Freud (1873–1951) ⚭ Fred Hartwig (1881–1958)
    2. Morris Freud (1875–1938)

  3. (III) Sigmund Freud (1856–1939), Psychoanalytiker ⚭ Martha Bernays (1861–1951), Enkelin von Isaak Bernays (1792–1849)
    1. Mathilde Freud (1887–1978) ⚭ Robert Hollitscher (1875–1959)
    2. Jean-Martin Freud (1889–1967) ⚭ Ernestine Drucker (Esti Freud) (1896–1980)
      1. Anton Walter Freud (1921–2004), Agent ⚭ Vibeke Annette Krarup (1925–2000)
        1. David Anthony Freud (* 1950), Politiker ⚭ Cilla Dickinson
          1. Andrew Freud
          2. Emily Freud
          3. Juliet Freud

        2. Ida Freud (* 1952) ⚭ Mr. Fairbairn
        3. Caroline Freud (* 1954) ⚭ Mr. Penney

      2. Miriam Sophie Freud (1924–2022), Psychologin, Sozialpädagogin und Sozialwissenschaftlerin ⚭ Paul Loewenstein (1921–1992)
        1. Andrea Freud Loewenstein
        2. Dania Freud Loewenstein ⚭ Mr. Jekel
          1. Laura Jekel

        3. George Freud Loewenstein (* 1955), Verhaltens- und Neuroökonomiker ⚭ Donna Harsch

    3. Oliver Freud (1891–1969) ⚭ Henny Fuchs (1892–1971)
      1. Eva Freud (1924–1944)

    4. Ernst L. Freud (1892–1970), Architekt ⚭ Lucie Brasch (1896–1989)
      1. Stephan Gabriel Freud (1921–2015) ⚭(I) Lois Jean Blake (* 1924); ⚭(II) Christine Ann Potter (* 1927)
        1. (I) Dorothy Freud

      2. Lucian Michael Freud (1922–2011), Maler ⚭(I) Kathleen Eleonora Garman (1926–2011); ⚭(II) Caroline Maureen Hamilton-Temple-Blackwood (1931–1996); (III; unehelich) Suzy Boyt; (IV; unehelich) Katherine Margaret McAdam (1933–1998); (V; unehelich) Bernardine Coverley (?–2011); (VI; unehelich) Lady Jacquetta Jean Frederica Eliot, Countess of St. Germans, Enkelin von Aldo Castellani (* 1943); (VII; unehelich) Celia Paul (* 1959), Malerin
        1. (I) Ann L. Freud (* 1948)
        2. (I) Annabel M. Freud (* 1952)
        3. (III) Alexander Boyt Freud (* 1957)
        4. (IV) Jane McAdam Freud (* 1958), Künstlerin
        5. (IV) Paul McAdam Freud (* 1959), Maler
        6. (III) Rose Boyt Freud
        7. (IV) Lucy McAdam Freud (* 1961) ⚭ Peter Everett
          1. zwei Kinder

        8. (V) Bella Freud (* 1961), Modedesignerin ⚭ James Fox (* 1945)
          1. James Fox (* 2001)

        9. (III) Isobel Boyt Freud (* 1961)
        10. (V) Esther Freud (* 1963), Schriftstellerin ⚭ David Morrissey (* 1964), Schauspieler, Produzent und Regisseur
          1. Albie Morrissey
          2. Anna Morrissey
          3. Gene Morrissey

        11. (IV) David McAdam Freud (* 1964)
          1. vier Kinder

        12. (III) Susie Boyt (* 1969), Schriftstellerin ⚭ Tom Astor
          1. zwei Kinder

        13. (VI) Francis Michael Eliot (* 1971)
        14. (VII) Frank Paul (* 1984), Maler
          1. ein Kind

      3. Clemens Rafael Freud (1924–2009), Schriftsteller, Journalist, Fernsehmoderator, Politiker und Koch ⚭ June Beatrice Flewett (* 1927), Schauspielerin
        1. Nicola Freud ⚭ Richard Allen
          1. Tom Freud (* 1973)
          2. Jack Freud (* 1980)
          3. Martha Freud (* 1983)
          4. Max Freud (* 1986)
          5. Harry Freud (* 1986)

        2. Dominic Freud (* 1956) ⚭ Patty Freud[9]
          1. drei Kinder

        3. Emma Freud (* 1962), Moderatorin ⚭(unehelich) Richard Curtis (* 1956)
          1. Scarlett Rachel Anne Curtis
          2. Jake Barnard Curtis
          3. Spike Curtis
          4. Charlie Curtis

        4. Matthew Freud (* 1963), Unternehmer ⚭(I) Caroline Hutton, Schwägerin von Diana, Princess of Wales; ⚭(II) Elisabeth Murdoch (* 1968), Unternehmerin und Tochter von Rupert Murdoch und Anna Murdoch Mann
          1. (I) George Rupert Freud
          2. (I) Jonah Henry Freud
          3. (II) Charlotte Emma Freud (* 2000)
          4. (II) Samson Murdoch Freud (* 2008)

        5. Ashley Freud (adoptiert)

    5. Sophie Freud (1893–1920) ⚭ Max Halberstadt (1882–1940)
      1. Ernst Wolfgang Halberstadt, später Freud (1914–2008), Psychoanalytiker ⚭ Irene Chambers (* 1920)
        1. Colin Peter Freud (1956–1987)

      2. Heinz Halberstadt (1918–1923)

    6. Anna Freud (1895–1982), Psychoanalytikerin

  4. (III) Julius Freud (1857–1858)
  5. (III) Anna Freud (1858–1955) ⚭ Ely Bernays (1860–1921)
    1. Judith Bernays (1885–?)
    2. Lucia Bernays (1886–?)
    3. Edward Louis James Bernays (1891–1995) ⚭ Doris Elsa Fleischman (1891–1980)
      1. Doris Bernays
      2. Anne Bernays (* 1930), Schriftstellerin ⚭ Justin Kaplan (1925–2014), Schriftsteller
        1. Susanna Kaplan
        2. Hester Kaplan
        3. Polly Kaplan

    4. Hella Bernays (1893–1994)  ⚭ Morris Cohen, später Murray C. Bernays (1894–1970), Anwalt, organisierte die Nürnberger Prozesse
    5. Martha Bernays (1894–?)

  6. (III) Regina Debora Freud (1860–1942) ⚭ Heinrich Graf (1852–1908)
    1. Hermann Graf-Freud (1897–1917)
    2. Cäcilie Graf-Freud (1899–1922)

  7. (III) Marie Freud (1861–1942) ⚭ Moritz Freud (1857–1922)
    1. Margarethe Freud (1887–?)
    2. Lily Freud (1888–?) ⚭ Arnold Marlé (1887–1970)
    3. Martha Freud (1892–1930), Malerin, Illustratorin und Autorin ⚭ Jakob Seidmann
      1. Angela Seidmann (* 1922)

    4. Theodor Freud (1904–1927/28)

  8. (III) Esther Adolfine Freud (1862–1943[10])
  9. (III) Pauline Regine Freud (1864–1942) ⚭ Valentin Winternitz (1859–1900)
    1. Rose Beatrice Winternitz-Freud (1896–?) ⚭ Ernst Waldinger
      1. Ruth Waldinger

  10. (III) Alexander Gotthold Ephraim Freud (1866–1943) ⚭ Sabine Schreiber (1878–?)
    1. Harry Freud (1909–1968)